# Det spökar på Elisabeth
Det spökar på Elisabeth (engelska: Next to no Time) är en brittisk komedifilm från 1958 i regi av Henry Cornelius.
Filmen bygger på Paul Gallicos novell The Enchanted Hour.

## Handling
En blyg ingenjör försöker att sälja in sina innovativa idéer till en rik affärsman under en resa över Atlanten.

## Rollista i urval
- Kenneth More - David Webb
- Betsy Drake - Georgia Brent
- Roland Culver - Sir Godfrey Cowan
- Patrick Barr - Jerry Lane
- John Welsh - Steve
- Bessie Love - Becky Wiener
- Clive Morton - Wallis
- Raymond Huntley - Forbes
- Irene Handl - mrs Cowley
- John Laurie - Abercrombie
- Sid James - Albert
- Ferdy Mayne - Mario